# Strage di Canicattì (14 luglio 1943)
La strage di Canicattì avvenne il 14 luglio 1943 a opera di un ufficiale statunitense durante l'invasione della Sicilia.

## Gli eventi

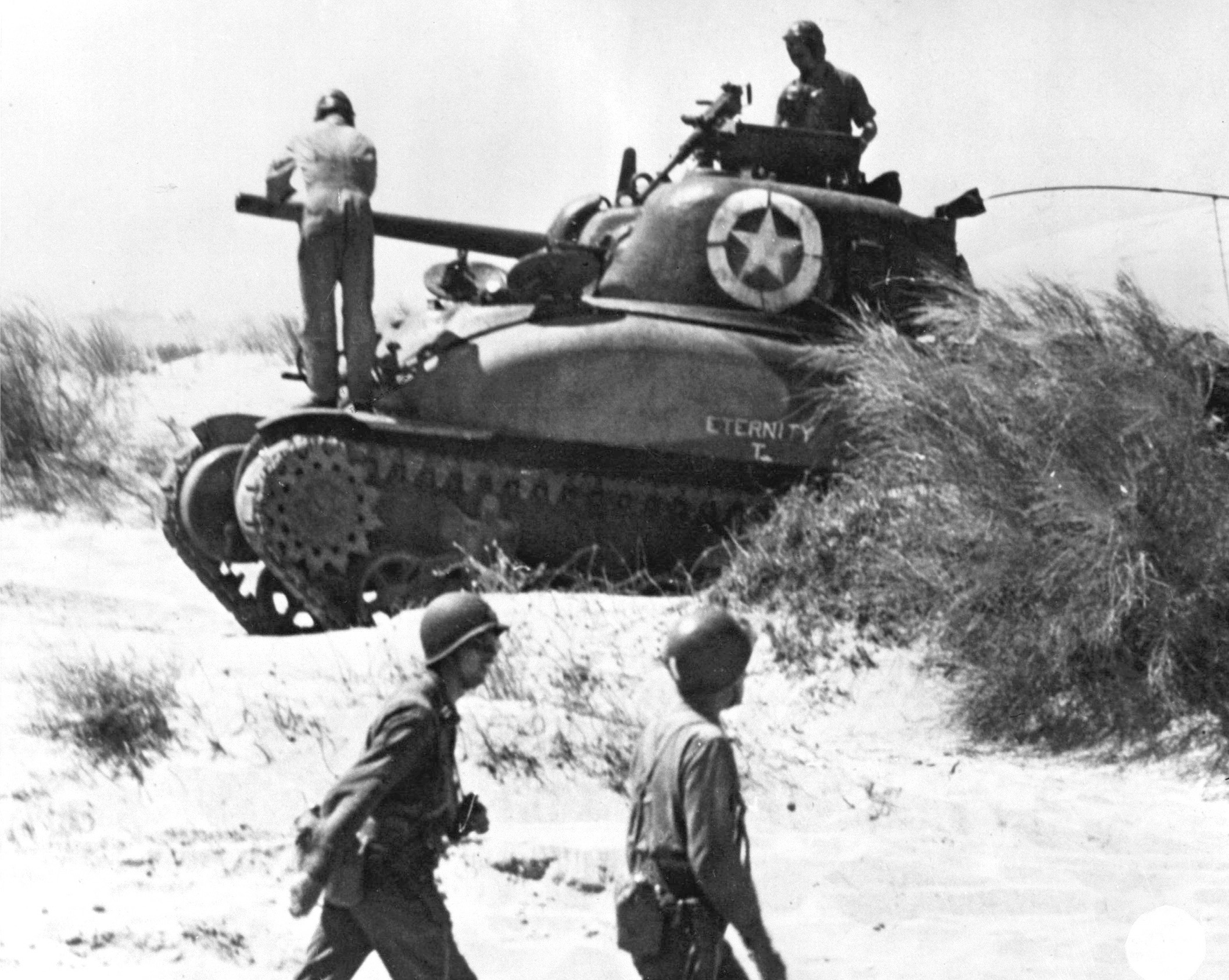
Soldati statunitensi sbarcano in Sicilia

Il 12 luglio 1943, dopo un bombardamento alleato, le truppe statunitensi entrarono a Canicattì; i tedeschi furono messi in fuga e durante la ritirata commisero la loro prima strage in Italia.
Due giorni dopo, il 14 luglio, le truppe statunitensi ricevettero una denuncia orale da parte di un abitante locale secondo cui dei civili stavano saccheggiando una fabbrica bombardata, la Saponeria Narbone-Garilli, riempiendo secchi con il cibo del deposito dei viveri e con il sapone liquido prodotto nella fabbrica. Il tenente colonnello George Herbert McCaffrey, governatore militare di Canicattì, inviò quindi dei soldati sul posto; tuttavia, verso le ore 18, si diresse lui stesso alla fabbrica assieme a tre agenti della polizia militare statunitense. Lì, i soldati erano riusciti a fermare circa 30-40 civili, contro i quali McCaffrey ordinò ai soldati di sparare. Al rifiuto dei suoi uomini, aprì lui stesso il fuoco sulla folla con la sua pistola d'ordinanza, uccidendo sette civili, tra cui una bambina di undici anni, e ferendone molti altri.

## Le indagini
Un'indagine riservata fu aperta, ma McCaffrey, che morì nel 1954, non fu mai accusato di strage. Essa rimase praticamente sconosciuta finché non fu pubblicata la testimonianza di Joseph S. Salemi della New York University, il cui padre, un soldato italo-americano, aveva assistito all'eccidio.